# Elias Katz
Pour les articles homonymes, voir Katz.
Elias Katz, né le 22 juin 1901 à Turku et décédé le 24 décembre 1947 à Gaza, est un athlète finlandais spécialiste du 3 000 steeple.

## Biographie
Lors des Jeux olympiques d'été de 1924 à Paris, Elias Katz remporte le titre du 3 000 m par équipe, associé à Paavo Nurmi et Ville Ritola, la Finlande devançant au classement général final le Royaume-Uni et les États-Unis. En individuel, il obtient lors de ces Jeux, la médaille d'argent du 3 000 steeple. Il est devancé par son compatriote Ritola. 
En 1924, il rejoint le club sportif juif de Bar-Kokhba, en Allemagne. En raison de l'antisémitisme, il quitte l'Allemagne en 1933 pour s'installer en Israël. Il devient formateur et directeur sportif du club de Makkabi Helsinki (de) (1906/1936-), et est nommé entraîneur de l'équipe d'athlétisme d'Israël en vue des Jeux olympiques de 1948.
En décembre 1947, Katz est assassiné par des terroristes dans la Bande de Gaza.

## Palmarès

### Jeux olympiques
- Jeux olympiques d'été de 1924 à Paris :
  -  Médaille d'or du 3 000 m par équipe
  -  Médaille d'argent du 3 000 m steeple

## Sources
- Wallechinsky, David and Jaime Loucky (2008). "Track & Field (Men): 3000-Meter Steeplechase". In The Complete Book of the Olympics - 2008 Edition. London: Aurum Press, Limited. p. 168-9.